# Nozomu Suzuki
Pour les articles homonymes, voir Suzuki (homonymie).
Nozomu Suzuki (鈴木 望, Suzuki Nozomu), né le 20 avril 1949 à Toyoda (préfecture de Shizuoka) et mort le 7 juin 2024 à Hamamatsu (préfecture de Shizuoka), est un homme politique japonais. Membre de l'association pour la restauration du Japon, il a siégé à la chambre des représentants de 2012 à 2014.
Nozomu Suzuki est décédé à Hamamatsu le 7 juin 2024, à l'âge de 75 ans.